# Freddy Ovett
Freddy Ovett, né le 16 janvier 1994 à Dumfries (Écosse), est un coureur cycliste australien..

## Biographie
Freddy Ovett naît à Dumfries en Écosse. Il est le fils de Steve Ovett, ancienne légende du demi-fond britannique dans les années 1970 et 1980. Après sept ans passés en terre écossaise, ses parents déménagent en Australie,. Il suit les traces de son père en commençant l'athlétisme à l'âge de huit ans. Coureur de demi-fond prometteur, il obtient une bourse d'études en 2012 à l'Université d'État de l'Oregon,.
Il passe finalement au cyclisme en 2014, à la suite d'une blessure au genou. Après de bons débuts aux championnats nationaux, il est repéré par l'ancien sprinteur Baden Cooke, qui devient son agent. Il rejoint ensuite le Chambéry CF en 2015, centre de formation de l'équipe AG2R La Mondiale. Septième du championnat d'Australie espoirs, il pose ses bagages à Chambéry au mois de février. Durant cette saison, il termine notamment vingtième de la Ronde de l'Isard. Il participe également à quelques courses internationales avec sa sélection nationale, où il tient un rôle d'équipier pour ses leaders Jack Haig et Robert Power.
En 2016, il décide d'intégrer l'équipe continentale SEG Racing Academy, qui forme de jeunes coureurs de moins de 23 ans. Tombé malade à la fin de l'hiver, il peine à retrouver la forme et passe une année difficile. L'année suivante, il s'engage avec la structure amateur de Caja Rural-Seguros RGA. Son début de saison est gâché par une fracture la clavicule. Il parvient toutefois à prendre la troisième place du Tour de Zamora durant l'été.
En 2018, il revient en Australie en intégrant la formation Australian Cycling Academy-Ride Sunshine Coast. Bon grimpeur, il se classe dixième du Herald Sun Tour puis septième du Tour de Tochigi. Il devient par ailleurs stagiaire au sein de la formation World Tour BMC Racing au mois d'aout.

## Palmarès
- 2017
  - 1re étape du Tour de Zamora (contre-la-montre par équipes)
  - 3e du Tour de Zamora
- 2018
  - 2e du Tour de Okinawa
- 2021
  - 2e étape de la Sea Otter Classic
- 2022
  - 2e étape de la Redlands Bicycle Classic
  - 2e du championnat du monde de cyclisme esport